# The Sign
Singles de Ace of Base
Waiting for Magic (en)
(1993) Don't Turn Around
(1994)
Pistes de Happy Nation
Young and Proud Living in Danger (en)
The Sign est une chanson du groupe suédois Ace of Base. Elle est extraite de l'album Happy Nation, sorti sous le nom de The Sign aux États-Unis, au Canada et au Japon.

## Classements par pays
| Classement (1994)                  | Meilleure position |
| ---------------------------------- | ------------------ |
| Allemagne (Media Control AG)       | 1                  |
| Australie (ARIA)                   | 1                  |
| Autriche (Ö3 Austria Top 40)       | 3                  |
| Belgique (VRT Top 30)              | 6                  |
| Canada (RPM)                       | 1                  |
| Danemark (Tracklisten)             | 2                  |
| Espagne (AFYVE)                    | 1                  |
| Europe (Eurochart Hot 100)         | 2                  |
| Finlande (Suomen virallinen lista) | 1                  |
| France (SNEP)                      | 5                  |
| Irlande (IRMA)                     | 2                  |
| Norvège (VG-lista)                 | 5                  |
| Nouvelle-Zélande (RMNZ)            | 1                  |
| Pays-Bas (Nederlandse Top 40)      | 3                  |
| Royaume-Uni (UK Singles Chart)     | 2                  |
| Suède (Sverigetopplistan)          | 2                  |
| Suisse (Schweizer Hitparade)       | 4                  |
| États-Unis (Hot 100)               | 1                  |
| États-Unis (Pop Airplay)           | 1                  |